# Mapleton (Minnesota)
Mapleton è una città degli Stati Uniti d'America, situata in Minnesota, nella contea di Blue Earth.